# 木村風太
木村 風太（きむら ふうた、1999年9月13日 - ）は、日本の俳優。京都府出身。キューブ所属。C.I.A.のメンバー。

## 略歴
2003年、兄と一緒に大阪ガスのCMのオーディションを受けたところ合格し、デビュー。

## 人物
- 趣味：映画鑑賞、造形 [1][2]
- 特技：殺陣、器械体操、ギター [1][2]

## 出演

### テレビドラマ
- 月曜ゴールデン遺品整理人 谷崎藍子〜死者が遺したメッセージ〜（2010年5月24日、TBS） - 谷崎知宏 役
- おみやさん7（2010年4月、テレビ朝日） - 徳田優 役
- BS時代劇塚原卜伝（2011年10月、NHK BSプレミアム） - 団子屋兄弟 役
- 連続テレビ小説（NHK）
  - カーネーション（2011年10月-、） - 佐藤平吉 役
  - おちょやん（2021年4月12日-、） - 富川一福 役
  - らんまん（2023年9月14日 - 29日、） - 槙野大喜 役
- 松本清張没後20年・ドラマスペシャル 十万分の一の偶然（2012年12月15日、テレビ朝日） - 宮川新吾 役
- BS時代劇 神谷玄次郎捕物控 第2話（2014年4月11日、NHK BSプレミアム）
- 今日から俺は!!（2018年10月 - 12月、日本テレビ） - 三橋のクラスメイト 役
- イノセンス 冤罪弁護士 第5話（2019年2月16日、日本テレビ） - 森吉直也 役
- ZIP! 朝ドラマ「クレッシェンドで進め」（2022年10月17日〈予定〉 - 、日本テレビ） - 松井 役
- 新宿野戦病院 第3話（2024年7月17日、フジテレビ） - 患者 役[4]
- 特捜9 final season（2025年4月9日 - 6月11日、テレビ朝日） - 矢沢福太郎 役[5]

### 映画
- 忍たま乱太郎（2011年7月23日、ワーナー・ブラザース） - 福富しんベヱ 役
- 妖怪大戦争 ガーディアンズ（2021年8月13日） - 河童 役
- 交換ウソ日記（2023年7月7日、松竹） - 瀬戸山のクラスメイト 役[6]

### 舞台
- ハイパープロジェクション演劇『ハイキュー!!』（2019〜2020） - 芝山優生 役
  - 「東京の陣」（2019年）
  - 「ゴミ捨て場の決戦」（2020年）
- KAAT神奈川芸術劇場プロデュース『ゴドーを待ちながら』（2019年6月12日 - 23日） - 少年 役[7]
- 音楽劇『ロード・エルメロイII世の事件簿 -case.剥離城アドラ-』（2019年12月15日 - 2020年1月19日、千葉県 / 東京都 / 大阪府 / 福岡県 / 東京都 5公演） - 少年従者 役[8]
- SF時代活劇『虹色とうがらし』（2021年8月28日 - 9月5日） - 陳皮 役[9]